# ترقه (فیلم ۲۰۱۳)
ترقه 
(به تلوگویی: Tadakha) یا شجاعت (به انگلیسی: Mettle) فیلمی هندی محصول سال ۲۰۱۳ و به کارگردانی کیشور کومار پارداسانی است. در این فیلم بازیگرانی همچون نگا چایتانیا، سونیل، تمنا باتیا، آندریا جرمیا و اشوتوش رانا ایفای نقش کرده‌اند.